# 7 Mages
7 Mages (tiếng Séc: Brány Skeldalu: 7 Mágů) là tựa game nhập vai năm 2016 do hãng Napoleon Games phát triển. Đây là phần thứ ba trong dòng game Brány Skeldalu. 7 Mages thuộc thể loại chiến thuật theo lượt tập trung vào phép thuật âm nhạc. Mỗi nhân vật sở hữu một giai điệu mà họ có thể chơi nhằm ảnh hưởng trực tiếp đến bất kỳ ai trong tầm tai. Câu chuyện trong game này là sự chuyển thể từ bộ phim đối chuẩn Seven Samurai của Akira Kurosawa.

## Lối chơi
7 Mages thuộc dạng phiêu lưu ngục tối có lối chơi tương tự như Brány Skeldalu bản gốc. Người chơi di chuyển các ô vuông trong thời gian thực, nhưng các trận chiến diễn ra theo lượt. Mỗi pháp sư có một số chuyên môn, chẳng hạn như trở thành chiến binh hoặc cung thủ.
Có nhiều loại ma thuật, chẳng hạn như ma thuật nguyên tố và ma thuật âm nhạc, v.v... Ma thuật âm nhạc sử dụng các nhạc cụ, và tác dụng của nó yếu đi khi khoảng cách lớn hơn. Phép thuật có thể hồi máu, nạp năng lượng mana, hồi sinh những người bạn đồng hành đã chết, v.v...

## Đón nhận
7 Mages giữ 90% số điểm tại Metacritic.
TouchArcade khen ngợi lối chơi này trong game. Họ lưu ý phần giải đố, dù "cách tiếp cận của nó có thể sẽ không phù hợp với tất cả mọi người". Một lời khen ngợi khác dành cho hệ thống chiến đấu và thiết kế hầm ngục. Câu chuyện được giới phê bình ghi nhận là một phần yếu hơn của tựa game này.
7 Mages đã giành được Giải thưởng Game của Năm ở Séc cho Câu chuyện hay nhất.